# خرگوشک جلگه‌ای ونزوئلایی
خرگوشک جلگه‌ای ونزوئلایی (نام علمی: Sylvilagus varynaensis) نام یک گونه از سرده خرگوشک‌های دم‌پنبه‌ای است.